# Elimia alabamensis
Elimia alabamensis е вид коремоного от семейство Pleuroceridae. Видът е световно застрашен, със статут Уязвим.